# Albesa
|  | Aquest article tracta sobre el municipi de la Noguera. Si cerqueu la masia del municipi de Viver i Serrateix, vegeu «Albesa (Viver)». |

Albesa és una vila i municipi de Catalunya situat a la comarca de la Noguera. La vila està situada a l'esquerra de la Noguera Ribagorçana poc abans de la seva desembocadura al Segre, a 237 m d'altitud, al peu d'un tossal. El terme municipal limita amb els termes municipals d'Algerri, Castelló de Farfanya, Menàrguens, Torrelameu, la Portella, Alguaire i Almenar.
Aquesta població està situada a 16 km de Lleida i a 16 km de Balaguer. És també pròxim a l'Aeroport de Lleida-Alguaire.

## Història
Resten en la localitat vestigis de població de l'època romana (Vil·la del Romeral).
El 20 de febrer de 1003, els comtes Borrell II de Barcelona i Ermengol I d'Urgell organitzaren una expedició a terra sarraïna i foren vençuts en la batalla d'Albesa. A principis del segle xi, un exèrcit musulmà partí d'Albesa per alliberar el setge cristià de Balaguer, i finalment, el 1120, Albesa passà a mans del comte de Barcelona, Ramon Berenguer III, i dos anys després passà a formar part del Comtat d'Urgell. Segons un fogatjament fet l'any 1365, Albesa tenia 97 focs. L'any 1598 hi havia a Albesa 48 famílies i la vila es regia per un consell de prohoms i paer i feia 6 lliures de pensió a l'Estudi General de Lleida. Durant la Revolta del comte d'Urgell contra Ferran d'Antequera es mantingué fidel a Jaume II d'Urgell, fet pel qual el castell fou destruït. El 1836, els carlins van estar parapetats a les ruïnes del castell.
Als inicis de la dècada de 1920, el municipi arribà a la xifra de població més alta de la seva història. Tanmateix, arran de la Guerra Civil espanyola la població va minvar notablement (de 1715 a 1515, entre els anys 1920 i 1940) i els dos pisos superiors del campanar d'espadanya de l'església de Santa Maria, foren destruïts. L'economia, aleshores basada en l'agricultura de subsistència, va anar cedint terreny a una discreta economia de mercat, sostinguda per les plantacions d'arbres fruiters a l'horta, i de cereals a la zona del secà.
En els darrers anys, la vila ha sofert uns canvis substancials en la seva forma de vida i en la demografia. L'arribada del Canal Algerri-Balaguer, que des de l'any 1999, abasteix unes 2000 hectàrees de conreu situades a la zona septentrional del terme, ha facilitat l'obertura de noves perspectives, en el sector primari local. Ensems, el progressiu envelliment de la població i una davallada de la població autòctona arran d'un petit flux migratori cap a municipis amb més indústria, s'han vist frenats en els darrers amb l'arribada d'una immigració internacional.
Com a curiositat històrica, un dels famosos miracles de les Cantigas de Santa Maria, recopilats a la cort del rei Alfons X el Savi al darrer terç del segle xiii, esdevé, en part, a Albesa (Cantiga de Santa Maria 146).

## Geografia
- Llista de topònims d'Albesa (Orografia: muntanyes, serres, collades, indrets..; hidrografia: rius, fonts...; edificis: cases, masies, esglésies, etc).

## Economia
L'agricultura és la base econòmica del municipi. La producció de pomes, peres i préssecs, de les quals destaca una varietat autòctona de préssec (el "Roig d'Albesa"), constitueixen la font de riquesa principal de la vila. La comercialització fruitera es realitza entre d'altres amb la societat cooperativa Agrària Sant Roc i de dues empreses més instal·lades al municipi. Plantacions de panís, blat, ordi o cebes, així com la presència d'hivernacles, completen l'economia agrària local.
Durant l'any 1997, es va efectuar una concentració parcel·lària al municipi. Promoguda pel Departament d'Agricultura de la Generalitat de Catalunya, va permetre la millora de les estructures de les explotacions agràries, a més d'obtenir finques més grans i més fàcilment cultivables. La superfície afectada se situà en 2011 ha. i el nombre de propietaris afectats fou 375. Les despeses totals d'obres d'accessos a les finques i de desguassos van ser de 584 milions de pessetes. El canvi definitiu de l'economia municipal vingué amb l'arribada, dos anys més tard, del Canal Algerri-Balaguer, que permeté el reg de 2000 ha., abans de secà, amb sistemes de reg moderns com ara l'aspersió o el goteig.
L'agricultura es complementa amb l'existència d'explotacions ramaderes (porcines, bovines i aviram). Les activitats industrials són més aviat escasses, tot i que cal destacar un petit centre d'elaboració d'embotits. Albesa exerceix, en petita mesura, de nucli comercial de municipis veïns com ara Algerri o La Portella. Tanmateix, els veritables centres administratius, lúdics i de serveis de la localitat són Lleida, i en menor importància, Balaguer.

## Demografia
| Entitat de població | Habitants (2023) |
| Albesa              | 1.588            |
| Camporrells         | 0                |
| Font: Idescat       |                  |

| 1497 f | 1515 f | 1553 f | 1717 | 1787 | 1857  | 1877  | 1887  | 1900  | 1910  |
| ------ | ------ | ------ | ---- | ---- | ----- | ----- | ----- | ----- | ----- |
| 78     | 93     | 91     | 156  | 866  | 1.595 | 1.482 | 1.463 | 1.448 | 1.567 |

| 1920  | 1930  | 1940  | 1950  | 1960  | 1970  | 1981  | 1990  | 1992  | 1994  |
| ----- | ----- | ----- | ----- | ----- | ----- | ----- | ----- | ----- | ----- |
| 1.715 | 1.560 | 1.515 | 1.549 | 1.573 | 1.488 | 1.443 | 1.451 | 1.470 | 1.470 |

| 1996  | 1998  | 2000  | 2002  | 2004  | 2006  | 2008  | 2010  | 2012  | 2014  |
| ----- | ----- | ----- | ----- | ----- | ----- | ----- | ----- | ----- | ----- |
| 1.482 | 1.486 | 1.494 | 1.515 | 1.531 | 1.587 | 1.546 | 1.679 | 1.652 | 1.608 |

| 2016  | 2018  | 2020  | 2022  | 2024  | 2026 | 2028 | 2030 | 2032 | 2034 |
| ----- | ----- | ----- | ----- | ----- | ---- | ---- | ---- | ---- | ---- |
| 1.596 | 1.576 | 1.561 | 1.579 | 1.584 | -    | -    | -    | -    | -    |

## Política municipal
| Candidatura | Candidatura                                 | Cap de llista            | Vots | Regidors | % vots |
| ----------- | ------------------------------------------- | ------------------------ | ---- | -------- | ------ |
|             | Albesa ets tu - Suma t'hi - Acord Municipal | Eugènia Puig-Gròs i Clua | 440  | 5        | 50,87  |
|             | Junts per Albesa                            | Antoni Balasch i Parisi  | 407  | 4        | 47,05  |
|             | En blanc                                    |                          | 18   | -        | 2,08   |
|             | Nuls                                        |                          | 7    | -        | 0,80   |
| Total       | Total                                       | 872                      | 872  |          |        |

Composició de l'Ajuntament
- Eugènia Puig-Gròs i Clua [AETS-AM]
- Cristina Pons i Farré [AETS-AM]
- Mercè Parisi i Daviu [AETS-AM]
- Isaac Sabally i Clua [AETS-AM]
- Elisenda Solé i Ubiergo [AETS-AM]
- Antoni Balasch i Parisi [JxA]
- Maria Ester Melet i Bosch [JxA]
- Jaume Semis i Roma [JxA]
- Andreu Palau i Cucó [JxA]

## Personatges il·lustres
- Ignasi Segarra i Bañeres, prevere de la Prelatura de l'Opus Dei
- Fermí Palau i Casellas, mestre, polític i poeta
- Marta Palau i Bosch, artista exiliada a Mèxic.

## Llocs d'interès
- Església parroquial de Nostra Senyora de l'Assumpció: Senzilla i espaiosa, la seva data de culminació se situa l'any 1790. Conserva un retaule de pedra, de la segona meitat del segle xiv, el qual és el cap d'un grup de retaules de la regió de Lleida amb les següents característiques bàsiques: desproporció entre la riquesa arquitectònica i decorativa i l'escultura.
- Restes de la Vil·la Romana del Romeral: Descoberta l'any 1969, és un dels màxims exponents, a l'interior de Catalunya, d'un latifundi d'aquestes característiques. En les excavacions del 2005, fou exhumada una peça de pedra arenosa amb un cap de medusa esculpit, datada entre els segles II i IV aC.[4]

## Gastronomia
- Cassola de tros: és la màxima expressió de la cuina rural albesana i per extensió, ponentina. Elaborada amb costella de porc, llonganissa, pebrots, tomàquets, espinacs i caragols, entre d'altres. Se n'organitza un concurs per Sant Josep.
- Coca de recapte: producte típic de molts municipis de la Noguera, que s'elabora col·locant sobre una base de pasta, escalivada de pebrot, albergínia i trossos d'arengada.

## Equipaments públics
- Assistencials: consultori mèdic i farmàcia.
- Socioculturals: llar de jubilats, centre cívic "La Saleta", biblioteca, emissora local (Ràdio Albesa 99.4 FM), local del jovent.
- Educatius: Centre d'educació infantil i primària "L'Àlber", llar d'infants "Deu Pometes".
- Esportius: camp de futbol de gespa natural "Camí del Riu", pista poliesportiva, piscines.
- Altres: Parròquia de l'Assumpció d'Albesa, sala de vetlla.

## Entitats
- Socioculturals: Associació de Jubilats "Sant Josep", Associació de Dones "Punt de trobada", Associació de Joves "La Veu del Jovent", AMPA del CEIP "L'Àlber", Penya el Trull.
- Esportius: Club de Futbol Albesa, Club de Bitlles Albesa, Centre Excursionista d'Albesa, Penya Barcelonista "Joves de Ponent", Associació de caçadors.

## Festes
- Festa Major d'agost, en honor de la Mare de Déu de l'Assumpció (dia 15) i de Sant Roc (dia 16). Entre els actes més concorreguts, destaquen el sopar en homenatge als albesans residents fora, el concurs culinari o el ball a la Plaça dels Sarraïns. Se celebra també en aquestes dates la cursa atlètica local, La Cordera, la qual és considerada la més antiga de Catalunya, amb vestigis documentals que es remunten al 1590.[5]
- Cassoles de Sant Josep: el tercer dissabte del mes de març, se celebra una cassolada al pati de les escoles, on es reparteixen premis a les millors cassoles.
- Festa dels quintos: el primer o el segon dissabte de juliol, el jovent que durant aquell any arriba a la majoria d'edat, organitza una cercavila i una revetlla a la Plaça dels Sarraïns.
- Festa de la gent gran: se celebra a la primavera.